# Ouled Jarir
Pour les articles homonymes, voir Jarir (homonymie).
Les Ouled Jarir (en arabe: أولاد جرير) sont des nomades arabes de la région de Béchar dans le sud-ouest de l'Algérie.
Leur économie était basée traditionnellement sur l'élevage de chameaux avec un peu d'agriculture. le Jariri est un homme guerrier et chasseur de naissance. l’ensemble des guerres parvenus dans la region , Ouled Jarir faisait partie c’est le cas de g
Gharassa en 1898 avec la plus grande tribu de Beni Guil.[pas clair]